# Virus mozaika duvana
Virus mozaika duvana (VMD) je RNK virus koji uzrokuje bolest biljaka, posebno duvana i drugih članova porodice Solanaceae. Infekcija proizvodi karakteristične obrasce (razne tačke na lišću te promjenu ili gubitak boje) na lišću (po čemu je virus dobio ime). VMD je bio prvi otkriveni virus. Iako je, od kraja 19. veka, bilo poznato da zarazna bolest oštećuje duvanske useve, sve do 1930. nije bilo poznato da je uzročnik zaraze virus.

## Povijest
Adolf Majer je 1883. prvi opisao bolest koja se mogla prenositi između biljaka, a bila je slična bakterijskim infekcijama. Dimitri Ivanovski je 1892. dao prvi konkretan dokaz za postojanje nebakterijskog uzročnika zaraze, kada je zaraženi biljni sok ostao zaražen čak i nakon filtriranja kroz Čemberlandov filter. Međutim, Ivanovski je ostao uveren, uprkos poteškoća u dobivanju dokaza, da je bakterija uzročnik zaraze. Martinus Bijerink je 1898. pokazao da filtrirana hranljiva podloga (bez bakterija) sadrži uzročnika zaraze. Vendel Meredit Stanli je 1935. izkristalisao virus te time pokazao da on ostaje aktivan i nakon kristalizacije. Zbog tih istraživanja mu je 1946. godine dodeljena 1/4 Nobelove nagrade za hemiju, iako se kasnije pokazalo da su neki od njegovih zaključaka bili neispravni (ti su kristali bili čist protein i sastavljeni su procesom autokatalaze). Prve snimke virusa mozaika duvana elektronskim mikroskopom su 1939. godine napravili Gustav Kauči, Edgar Pfankuč i Helmut Ruska, brat nobelovca Ernsta Ruske. Heinz Frankel-Konrat i Robli Vilijams su pokazali 1955. godine da se očišćena RNK VMD-a i njegov kapsidni protein samostalno spajaju u funkcionalni virus, time pokazujući da je to najstabilnija struktura (struktura s najmanjom slobodnom energijom), verovatno prirodni mehanizam za spajanje unutar ćelije duvana.
Kristalografkinja Rosalind Franklin radila je oko mjesec dana za Stanlija na Berkliju te je kasnije dizajnirala i napravila model VMD-a za svetski sajam u Briselu 1958. godine. Iste je godine iznela teoriju da je virus šupalj, a ne pun, te hipotezu da je RNK virusa mozaika duvana izgrađena od jedne zavojnice (heliksa). Ova se pretpostavka pokazala tačnom nakon njene smrti, te je danas poznata kao + zavojnica.

## Struktura
Virus mozaika duvana ima izgled poput štapića. Njegov kapsid je izgrađen od 2130 molekula proteina, te jednog molekula RNK koji sadrži genom virusa. Kapsoid je izgrađen od 6400 osnovnih jedinica. Proteini se samostalno spajaju u spiralu (16,3 proteina po okretu spirale) oko RNK koja formira strukturu oblika ukosnice. Proteinski monomer se sastoji od 158 aminokiselina koje su složene u četiri glavne α-zavojnice, spojene izbočenom petljom koja se nalazi aproksimalno na osi viriona. Virioni su približno dugački 300 nm i imaju prečnik od ≈18 nm. Negativno obojeni elektronski mikrogrami pokazuju jasan unutarnji kanal dugačak ≈4 nm. RNK se nalazi na radijusu od ≈6 nm, te je kapsidom zaštićena od uticaja ćelijskih enzima. Za svaki proteinski monomer postoje tri RNK nukleotida. Struktura celog virusa je dobijena putem difrakcije Rendgenskih zraka sa mapom elektronske gustine na rezoluciji od 3.6 Å.

## Replikacija
Nakon ulazka u domaćina putem mehanizma mehaničke inokulacije, VMD razgradi svoj omotač čime se oslobodi viralni RNK lanac. Zatim se virus replikuje. Prvi stepen je proizvodnja više iRNK molekula. Oni kodiraju nekoliko proteina, među kojima je protein kapsoida i RNK zavisna RNK polimeraza (RdRp), kao i proteini za kretanje. VMD replikuje svoj sopstveni genom. Nakon sinteze proteina omotača i RNK genoma, oni spontano formiraju kompletne VMD viruse visoko organizovanim procesom.

## Literatura
- Creager, Angela N. H. (2002). The life of a virus: tobacco mosaic virus as an experimental model, 1930-1965. Chicago: University of Chicago Press. ISBN 978-0-226-12026-3.
- Zaitlin, Milton (1998). „The Discovery of the Causal Agent of the Tobacco Mosaic Disease” (PDF).  Ур.: Kung, S. D.; Yang, S. F. Discoveries in Plant Biology. Hong Kong: World Publishing Co. стр. 105——110. ISBN 978-9810213138. Архивирано из оригинала (PDF) 04. 02. 2012. г. Приступљено 14. 01. 2012.
- Stryer, Lubert (1988). Biochemistry. San Francisco: W.H. Freeman.
- Woolverton, Chris; Joanne Willey; Sherwood, Linda (2008). Prescott's Microbiology (7th изд.). Boston: McGraw Hill Higher Education. стр. 464-5. ISBN 978-0-07-110231-5.

## Spoljašnje veze
- Virus mozaika duvana - Detalji
- Opis biljnih virusa Архивирано на веб-сајту  (26. септембар 2007)